# Брзотин (район Рожнява)
Брзотин (слов.Brzotín, венг. Berzéte) — деревня в районе Рожнява Кошицкого края Словакии в исторической области Гемер.
Расположена на высоте 262 м. Площадь – 20,57 кв.км.
Находится в 4 км от города  Рожнява, 73 км от Кошице и столицы страны города Братислава 256 км.
Население на 31 декабря 2023 года – 1357 жителей. Плотность – 65,96 чел/кв.км.

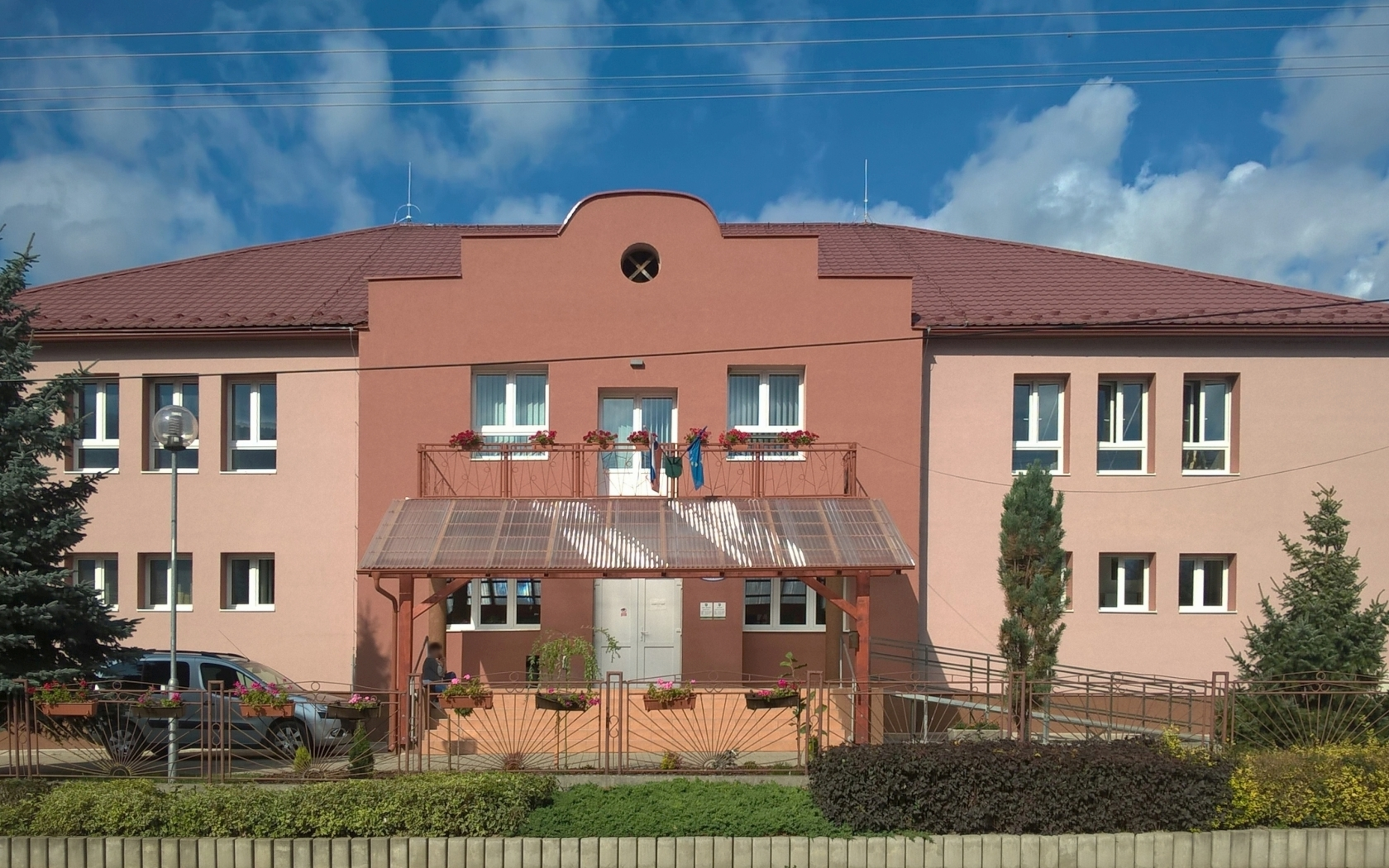
Здание администрации

Первые документальные упоминания о деревне датируются 1243 годом. До создания независимой Чехословакии в 1918 году Деревня входила в состав Венгерского королевства. С 1938 по 1945 год снова была частью Венгрии.

## Население
| Год:                | 1994 | 2004     | 2014    | 2024    |
| ------------------- | ---- | -------- | ------- | ------- |
| Количество человек: | 1132 | 1268     | 1347    | 1360    |
| Разница:            |      | +12,01 % | +6,23 % | +0,96 % |